# 김윤옥
김윤옥(金潤玉, 1947년 3월 26일~)은 대한민국의 제17대 대통령 이명박의 배우자이다.

## 학력
- 대구수창국민학교 졸업
- 대구일중학교 졸업
- 대구여자고등학교 졸업
- 이화여자대학교 보건교육학 학사

## 경력
- 국제백신연구소 한국후원회 명예회장
- 한국방문의 해 조직위원회 명예회장
- 한국박물관개관 100주년 기념사업 명예위원장
- 한식세계화추진단 명예회장
- 예술의전당 명예후원회장
- 국립중앙박물관 명예회장
- 제주 세계7대 자연경관 선정 범국민추진위원회 명예위원장
- 대전세계조리사대회 명예위원장
- 사회복지공동모금회 명예회장

## 수상
- 2013년 대한민국 무궁화대훈장 수훈

## 가족
이명박 대통령과 김윤옥 여사는 3녀(이주연, 이승연, 이수연)와 1남 이시형(DAS 대표, 법인대표, 이사, 최대주주)을 두고 있으며 6명의 손자녀를 두었다. 기사에 따르면 할아버지는 1866년생이며 1929년에 별세했다고 한다.
- 부모: 김시구(부), 최덕례(모)
- 시부모: 시아버지 이충우, 시어머니 채태원
- 배우자: 이명박
- 자녀: 3녀(이주연, 이승연, 이수연) 1남(이시형)